# Léventine
Pour les articles homonymes, voir Léventine (homonymie).
La Léventine (en italien Leventina) est une vallée de Suisse.

## Géographie
La vallée de la Léventine suit le cours de la rivière du Tessin, depuis Airolo à l'extrémité sud du col du Saint-Gothard jusqu'à Biasca. Avec le val Bedretto situé à l'ouest, elle forme le district de Léventine.
La vallée est divisée géographiquement en trois parties.
La « haute Léventine » (en italien Alta Leventina), qui s'étend de 1 150 mètres d'altitude jusqu'à la gorge de Piottino à 950 m, est composée des communes de Bedretto, Airolo, Quinto, Prato et Dalpe.
La « moyenne Léventine » (en italien Media Leventina), entre le Monte Piottino et les gorges de la Biaschina, est composée des neuf communes d'Anzonico, Calpiogna, Campello, Cavagnago, Chironico, Faido, Mairengo, Osco et Sobrio situées entre 650 et 750 mètres d'altitude.
Enfin la « basse Léventine », appelée en italien Bassa Leventina, comprend les communes de Giornico, Pollegio, Bodio et Personico qui sont situées entre 300 et 400 mètres d'altitude.

## Histoire
La première mention de la Léventine remonte à l'année 948 lorsque l’évêque de Verceil, Atton, offre ses terres dans la vallée de Blenio et dans la Léventine à la cathédrale de Milan. L'administration et la juridiction se faisaient par un gouverneur qui devait reverser une redevance au chapitre de Milan qui avait la pouvoir temporel et spirituel sur la vallée. Cependant, du point de vue spirituel, la Léventine reste dans l'évêché de Milan jusqu'au XIXe siècle. C'est de là que vient le rite ambrosien toujours suivi par la Léventine.
Au XIIIe siècle, le pouvoir temporel est transmis à la famille Visconti.
Le traité signé en 1403 avec Uri et Obwald mène peu à peu un protectorat de ces deux cantons. Ce traité entraîne de nombreux conflits contre les troupes milanaises. En 1480, la paix signée entre les confédérés et Milan donne la Léventine au canton d'Uri. Le bailli était nommé par Uri pour trois ans. Il avait un bureau composé d'un lieutenant, d'un trésorier et de trois secrétaires. Ces cinq notables étaient presque toujours originaires des grandes familles de la Léventine.
Le soulèvement de la Léventine fait suite à de nombreuses tensions durant le XVIIe siècle entre les sujets du bailliage et les autorités uranaises (douanes, privilèges ecclésiastiques, justice et nomination du bailli). Les tensions arrivent à leur apogée, en 1754, lorsque l'assemblée refuse la nouvelle gestion des biens des pupilles et qu'elle demande de confirmer les anciens droits et anciennes libertés. Le 8 mai 1755, le bailli se fait arrêter. Les troupes uranaises, aidées des confédérés, bloque la vallée et la répression se fait forte contre les sujets du bailliage et trois des meneurs sont exécutés le 2 juin de la même année.

## Domaines skiables
Alta Leventina est le nom commercial désignant le regroupement de cinq stations de ski, situées dans le canton du Tessin en Suisse. Elles sont reliées uniquement par la route :
- Airolo Pesciüm
- Airolo Lüina
- Cioss Prato
- Dalpe
- Prato (Leventina)

De plus, l'abonnement saison offre le demi-tarif sur les forfaits journaliers des stations suivantes :
- Andermatt
- Beckenried-Klewenalp
- Campo Blenio
- Disentis
- Nara
- Sedrun

L'abonnement octroie aussi des tarifs réduits pour les matchs de hockey sur glace de l'équipe du HC Ambrì-Piotta.

## Sources
- (de) Cet article est partiellement ou en totalité issu de l’article de Wikipédia en allemand intitulé « Valle Leventina » (voir la liste des auteurs).
- « Léventine » dans le Dictionnaire historique de la Suisse en ligne.
- Site Leventina Turismo
- http://alpen.sac-cas.ch/html_f/archiv/2006/200610/af_2006_10_02.pdf